# Siegfried von Waldenburg
Siegfried von Waldenburg (30 de diciembre de 1898 - 27 de marzo de 1973) fue un general de la Wehrmacht de la Alemania Nazi durante la II Guerra Mundial que comandó la 116.ª División Panzer. Fue condecorado con la Cruz de Caballero de la Cruz de Hierro. Su familia eran miembros de la aristocracia prusiana desde el siglo XII.

## Condecoraciones
- Cruz de Caballero de la Cruz de Hierro el 9 de diciembre de 1944 como Oberst y jefe de la 116. Panzer-Division[1]